# Allomarkgrafia campanulata
Allomarkgrafia campanulata är en oleanderväxtart som först beskrevs av Markgr., och fick sitt nu gällande namn av J. F. Morales. Allomarkgrafia campanulata ingår i släktet Allomarkgrafia och familjen oleanderväxter. Inga underarter finns listade i Catalogue of Life.